# Lycaena quadriocularis
Lycaena quadriocularis är en fjärilsart som beskrevs av Saalmüller 1884. Lycaena quadriocularis ingår i släktet Lycaena och familjen juvelvingar. Inga underarter finns listade i Catalogue of Life.